# Haematopota nociva
Haematopota nociva är en tvåvingeart som beskrevs av Austen 1908. Haematopota nociva ingår i släktet Haematopota och familjen bromsar. Inga underarter finns listade i Catalogue of Life.